# 河北真宏
河北 真宏（かわきた まさひろ）は、日本の映像・情報メディア工学者。大阪工業大学情報科学部情報メディア学科教授。博士（工学）（東京大学）。陸上無線技術士。情報メディア学会立体映像技術研究会委員。映像情報メディア学会フェロー。元日本学術振興会光エレクトロニクス130委員会委員。
主な専門は、映像・放送メディア情報技術（ブロードキャスト、ストリーミング含む）、撮影技術（特にライトフィールド）、空間映像・画像工学（特に3D映像、3D画像）。

## 経歴
1988年九州大学理学部物理学科卒業。1990年九州大学大学院総合理工学研究科高エネルギー物質科学専攻修士課程修了。2005年博士（工学）（東京大学）。日本放送協会放送技術研究所上級研究員として、映像・放送情報技術研究に従事。その間、2010年から2013年まで情報通信研究機構ユニバーサルメディア研究センター出向、2017年より千葉大学大学院工学研究科客員教授を兼務。2021年に大阪工業大学情報科学部に着任し、2022年現在、同学部情報メディア学科教授。
主な所属学会は、日本映画テレビ技術協会、電子情報通信学会、画像電子学会、応用物理学会、日本光学会、国際光工学会 など。

## 主な受賞
- 日本映画テレビ技術協会技術開発奨励賞「ハイビジョン3次元カメラ”Axi-visionカメラ”の開発」(2002)[5]
- 電子情報通信学会画像工学研究会優秀賞IE賞「直視型インテグラル立体表示の色モアレ低減技術」(2017)
- 画像電子学会画像電子技術賞「アクティブ照明と多視点カメラ入力による実時間インテグラル立体表示」(2018)
- 国際光工学会（SPIE） The Fumio Okano Best 3D Paper Prize 「High-resolution spatial image display with multiple UHD projectors」(2019)
- 3次元画像コンファレンス2020優秀論文賞「ウォブリングによる直視型インテグラル3Dの色モアレ低減技術」(2021)[6]

主な国際会議での発表は、NAB Broadcast Engineering and Information Technology Conference 2019「Spatial Imaging 3D Video Technology for Next-Generation TV」など。
主な産業プロジェクトでの社会貢献として、グランフロント大阪 「200インチ裸眼立体映像システム(REI)」 設置・実証実験 (2013 - 2015)、日本国際博覧会愛知万博「スーパーハイビジョンシアター」 設置・運営(2005)、九州国立博物館「スーパーハイビジョンシアター」設置・画質管理などを担当した。